# Тулпаров, Скандарбек Даниялович
Скандарбек Даниялович Тулпаров (20 сентября 1959, Хасавюрт, Дагестанская АССР, РСФСР, СССР) — актёр театра и кино, театральный режиссёр. Директор Кумыкского музыкально-драматического театра им. А.-П. Салаватова (2017 - н.в.).

## Биография
В 1982 году окончил актерское отделение Высшего театрального училища имени Бориса Щукина в Москве, в этом же училище в 1991 году окончил отделение режиссёра драмы. С 1993 года является главным режиссёром Русского драматического театра в Махачкале  В 1998 году закончил аспирантуру в Москве. 16 января 2017 года назначен директором Кумыкского музыкально-драматического театра имени А. П. Салаватова. В марте 2024 года стало известно, что его сын Арслан погиб в Харьковской области.

## Театральные постановки
- «Перед восходом солнца» (Герхарт Гауптман);
- «Бестужев-Марлинский» (Ислам Казиева);
- «Записки сумасшедшего» (Николай Гоголя);
- «Дядя Ваня» (Антон Чехова);

## Фильмография
- 1991 — Тайна рукописного Корана — Мурад

## Звания и награды
- Заслуженный деятель искусств Российской Федерации (2006)[6]
- Орден «За заслуги перед Республикой Дагестан» (8 октября 2024) — за заслуги перед республикой, большой вклад в развитие культуры и искусства и многолетнюю плодотворную деятельность[7]